# Ecseri út (metropolitana di Budapest)
Ecseri út è una stazione della linea M3 della metropolitana di Budapest.
Accanto alla stazione c'è la casa natale del poeta ungherese Attila József, la stazione prende il nome dalla strada adiacente.

## Interscambi
Nelle vicinanze della stazione effettuano fermata alcune linee urbane automobilistiche e tranviarie, gestite da BKV.
- Fermata tram
- Fermata autobus

## Nella cultura di massa
- La stazione è ben visibile nel videoclip Mi fido di te (2005) del cantautore italiano Jovanotti girato interamente a Budapest.[senza fonte]